# Baksten

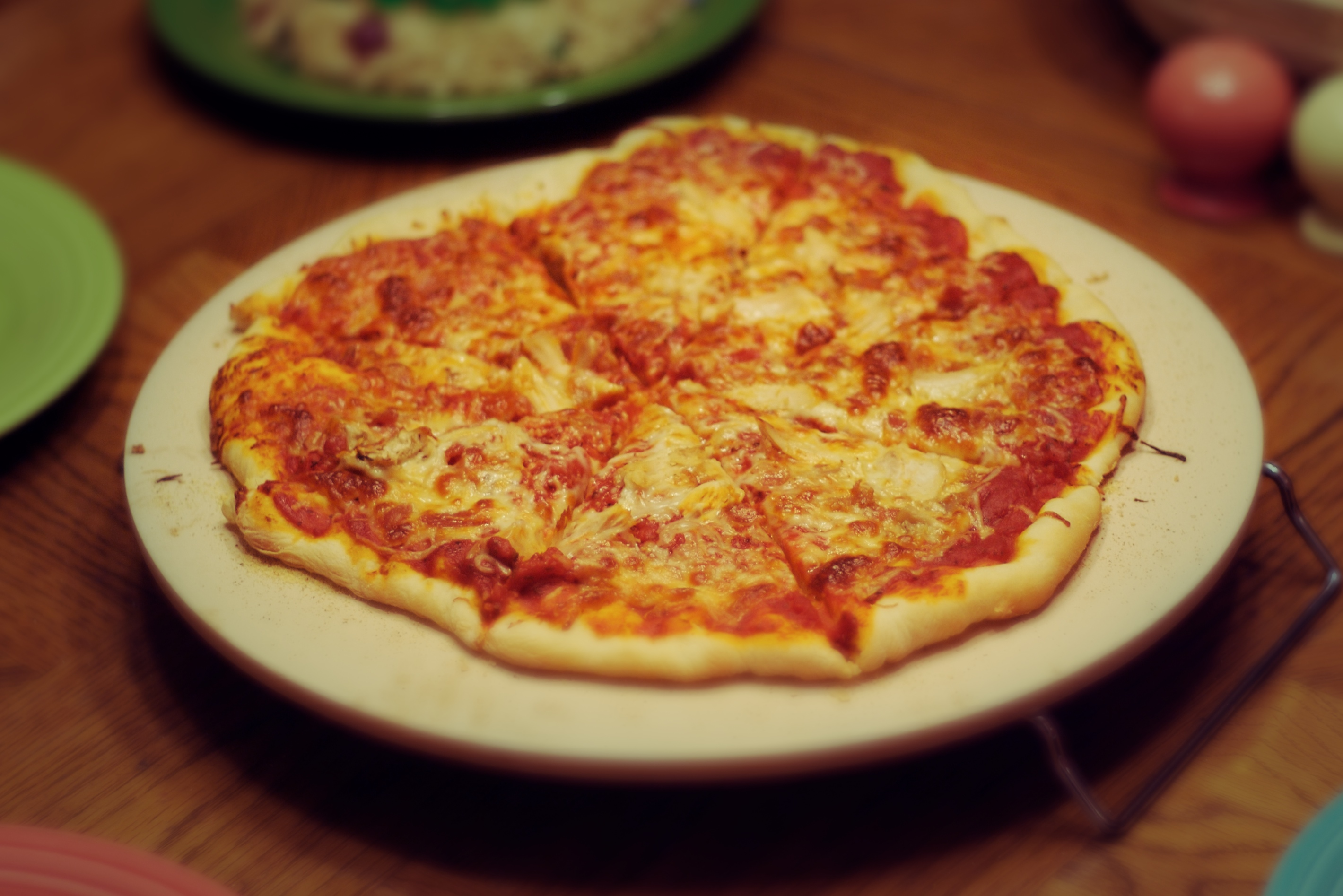
Pizza på en variant av pizzasten.

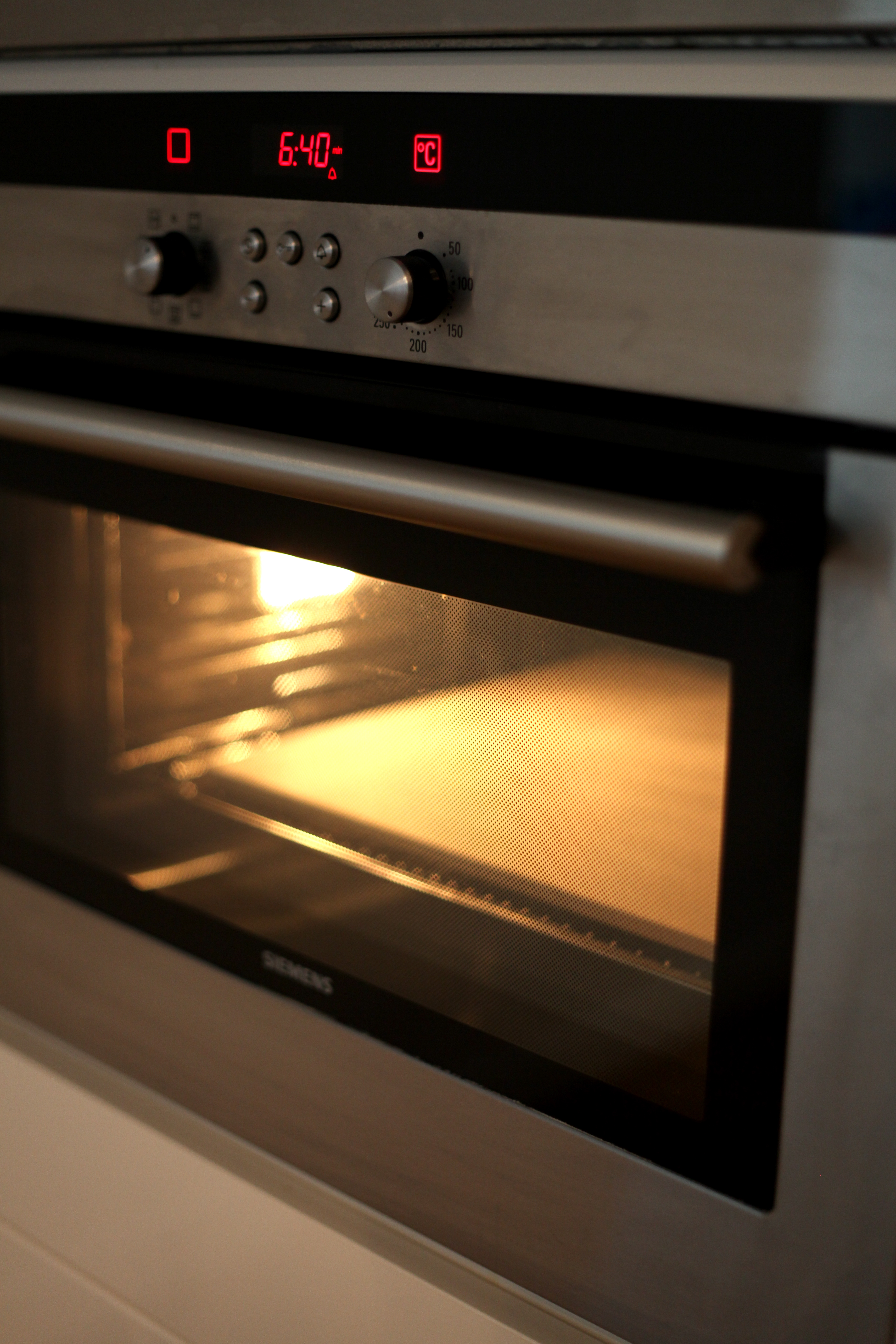
En baksten i en ugn.

Baksten, ugnssten eller pizzasten är en tjockare skiva av något slags sten, ofta granit eller kalksten, som används i ugnar för att det som bakas i ugnen skall bli som om det bakats i en stenugn. Den kan användas när man gräddar pizza eller bröd.
Bakstenen gör att ugnen bibehåller en jämn och hög temperaturnivå, vilket i sin tur resulterar i en hårdare skorpa och annan karaktär.
Vid användning placeras bakstenen på plåt eller galler i nedre delen av en kall ugn. När stenen blivit varm och ugnen uppnått rätt temperatur låter man grädda bakverket på ugnsstenen.